# Heliotropium uninerve
Heliotropium uninerve är en strävbladig växtart som beskrevs av Ignatz Urban. Heliotropium uninerve ingår i Heliotropsläktet som ingår i familjen strävbladiga växter. Inga underarter finns listade i Catalogue of Life.